# CEISAL
CEISAL steht für „Consejo Europeo de Investigaciones Sociales de América Latina“ (deutsch: Europäischer Rat für Sozialwissenschaftliche Lateinamerikaforschung) und ist eine wissenschaftliche Vereinigung, die 35 Forschungsinstitute, Universitätsfakultäten und Organisationen aus 16 europäischen Ländern vereint, die zu Politik, Gesellschaft und Wirtschaft Lateinamerikas arbeiten.

## Organisation
Aufgabe von CEISAL ist die Förderung und Vernetzung der europäischen Forschung zu Lateinamerika und der Karibik. Die enge Zusammenarbeit zwischen den Mitgliedsorganisationen sowie mit ihren Partnern in Lateinamerika schafft die Grundlage, um die Entwicklungen in der Region und die Beziehungen zwischen Europa und Lateinamerika besser zu verstehen.
Die wichtigsten Gremien von CEISAL sind die Generalversammlung (Asamblea General), in der alle Mitgliedseinrichtungen zusammenkommen, und der Vorstand (Comisión Directiva), der von der Generalversammlung gewählt wird und aus maximal neun Mitgliedern besteht. Beide Gremien treten jährlich zusammen, entweder physisch oder online. Gemäß der Satzung wählt der Vorstand den Präsidenten oder die Präsidentin von CEISAL für einen Zeitraum von jeweils drei Jahren. Aktuell nimmt Francisco Sánchez von der Universität Salamanca dieses Amt wahr.

## Kongresse
Alle drei Jahre organisiert CEISAL einen internationalen Kongress. Weitere Informationen befinden sich in der nachstehenden Liste:
- I: Salamanca 26. bis 28. Juni 1996
- II: Halle 4. bis 9. September 1998
- III: Amsterdam 3. bis 6. Juli 2002
- IV: Bratislava 4. bis 7. Juli 2004
- V: Brüssel 11. bis 14. April 2007
- VI: Toulouse 30. Juni bis 3. Juli 2010
- VII: Porto 12. bis 15. Juni 2013
- VIII: Salamanca 28. Juni bis 1. Juli 2016
- IX: Bukarest 29. bis 31. Juli 2019
- X: Helsinki 13. bis 15. Juli 2022
- XI: Paris 2. bis 4. Juni 2025 - CEISAL 2025
- XII: Valencia, 2028

## Institutionelle Geschichte
Das CEISAL wurde am 16. April 1971 auf Schloss Rheda, Westfalen, als Initiative zum Brückenschlag zwischen West- und Osteuropa gegründet. Ziel war es, in Zeiten des Kalten Kriegs einen Raum der akademischen Freiheit und des kritischen Austauschs zwischen Ost und West zu schaffen, um so zur Entwicklung der europäischen Lateinamerika-Forschung beizutragen. 24 Einrichtungen aus acht westeuropäischen Ländern sowie aus Polen, Ungarn und der Tschechoslowakei nahmen an der Gründungsveranstaltung teil. Protagonist dieser Initiative war Hanns-Albert Steger, Soziologe an der Universität Erlangen-Nürnberg, der 24 Jahre lang den Vorsitz von CEISAL innehatte.
Die Statuten wurden 1980 in Österreich offiziell registriert, und der Rechtssitz befindet sich nach wie vor beim Österreichischen Lateinamerika-Institut in Wien. CEISAL wurde 1984 von der UNESCO anerkannt und erhielt 1997 den offiziellen Status einer Nichtregierungsorganisation mit operativen Beziehungen zur UNESCO. Mitglieder von CEISAL sind Institutionen oder Organisationen, keine Einzelpersonen.
CEISAL arbeitet eng mit dem Europäischen Netzwerk für Information und Dokumentation über Lateinamerika REDIAL zusammen. Gemeinsam mit der Professor Andrzej-Dembicz-Stiftung organisiert CEISAL regelmäßig den Professor-Andrzej-Dembicz-Preis für die beste sozialwissenschaftliche Doktorarbeit über Lateinamerika und die Karibik an einer europäischen Universität.

### Liste der CEISAL-Präsidenten und Präsidentinnen
- 1971–1995: Hanns-Albert Steger, Universität Erlangen-Nürnberg, Deutschland
- 1995–2001: Romain Gaignard, Universität Toulouse II – Jean Jaurès, Frankreich
- 2001–2007: Andrzej Dembicz, Universität Warschau, Polen
- 2007–2010: Klaus Bodemer, Institut für Iberoamerika-Kunde (heute: GIGA Institut für Lateinamerika-Studien), Deutschland
- 2010–2013: Miguel Carrera Troyano, Universität von Salamanca, Spanien
- 2013–2016: Carlos Quenan, Institut des Amériques, Frankreich
- 2016–2019: Jussi Pakkasvirta, Universität von Helsinki, Finnland
- 2019–2022: Maria Clara Medina, Universität Göteborg, Schweden
- 2022–2025: Merike Blofield (bis 2023) und Bert Hoffmann (2023–2025), German Institute for Global and Area Studies (GIGA)[5]
- 2025–2028: Francisco Sánchez, Universidad de Salamanca, Spanien

## Mitglieder
Stand 2024 hat CEISAL 35 Mitgliedseinrichtungen aus 16 europäischen Ländern.

### International
- Centro de Estudios, Formación e Información de América Latina (CEFIAL)

### Deutschland
- Arbeitsgemeinschaft Deutsche Lateinamerikaforschung (ADLAF)
- Grupo de Investigación Literaturas y Culturas en América Latina (GILCAL), Universität Halle
- Ibero-Amerikanisches Institut (IAI), Berlin
- Lateinamerika-Institut (LAI) der Freien Universität Berlin
- German Institute for Global and Area Studies (GIGA), Hamburg
- Universität Hamburg

### Belgien
- (IRELAC/ICHEC) - Institut Interdisciplinaire pour les Relations entre l’Union Européenne, l’Amérique Latine, l’Afrique et les Caraïbes

### Spanien
- Universidad de Valencia
- (IEAL) Instituto Universitario de Estudios sobre América Latina, Universität Sevilla
- Instituto Interuniversitario de Estudios de Iberoamérica, Universität Salamanca
- (IBEM) - Instituto de Iberoamérica y el Mediterráneo, Fundación Laboral de Asistencia y Promoción de Empresas
- Departamento de Historia y Filosofía, Universität Alcalá
- Universidad Complutense de Madrid

### Finnland
- Department of World Cultures, Universität Helsinki

### Frankreich
- Centre de recherche et de documentation de l'Amérique latine (CREDA), Université de la Sorbonne Nouvelle Paris III
- Institut des Hautes Etudes de l‘Amérique Latine (IHEAL), Université de la Sorbonne Nouvelle Paris III
- Institut des Amériques; Centre national de la recherche scientifique. SCTD, GIS IDA, 3486 (C.N.R.S.)
- (IPEAT) Institut Pluridisciplinaire pour les Études sur les Amériques à Toulouse

### Ungarn
- Centro Iberoamericano, Universität Pécs
- Departamento de Estudios Hispánicos, Universität der Wissenschaften Szeged

### Niederlande
- Centro de Estudios y Documentación Latinoamericana (CEDLA), Universität von Amsterdam

### Norwegen
- Norwegian Association of Latin American Studies (NALAS)

### Italien
- Centro Studi Giuridici Latinoamericani, Università degli Studi di Roma 'Tor Vergata' (CSGLA)
- Associazione di Studi Sociali Latinoamericani (ASSLA)
- Centro de Estudios, Formación e Información de América Latina (CEFIAL)

### Polen
- Instituto de Estudios Ibéricos e Iberoamericanos, Universität Warschau
- American Studies Center of the Universität Warschau

### Portugal
- ISCTE Istituto Universitário de Lisboa (CEI-IUL)

### Großbritannien
- Latin American Centre, Oxford-Universität

### Russische Föderation
- Asociación de Estudios sobre el Mundo Iberoamericano (AEMI)
- Instituto de Latinoamérica, Russische Akademie der Wissenschaften (ILA ACR)
- Centro de Estudios Iberoamericanos, Staatliche Universität Sankt Petersburg
- Russische Universität der Völkerfreundschaft, Moskau

### Schweden
- Nordic Institute of Latin American Studies (NILAS), Universität Stockholm
- School of Global Studies, Universität Göteborg

### Serbien
- Departamento de Estudios Italianos e Iberoamericanos, (CIBAM) Fakultät für Philosophie und Kunst, Universität Novi Sad

### Gastmitglieder
- Red Europea de Información y Documentación sobre América Latina (REDIAL)
- Fundación Profesor Andrzej Dembicz (FUNDACJA)
- Latin American Studies Association (LASA)
- University of Miami Institute for Advanced Study of the Americas (UMIA)